# Galeosoma crinitum
Galeosoma crinitum är en spindelart som beskrevs av Hewitt 1919. Galeosoma crinitum ingår i släktet Galeosoma och familjen Idiopidae. Inga underarter finns listade i Catalogue of Life.